# Мері Майлз Мінтер
Мері Майлз Мінтер (англ. Mary Miles Minter), при народженні Джульєт Райлі (англ. Juliet Reilly; 25 квітня 1902 — 4 серпня 1984) — американська акторка німого кіно. Власниця зірки на Голлівудській алеї слави.

## Кар'єра
Джульєт Райлі народилася в Луїзіані молодшою з двох дочок в сім'ї Джозефа Гомера Райлі (1877—1958) і Лілі Перл Майлз (пізніше відомої бродвейській акторки Шарлотти Шелбі). Її старша сестра також стала акторкою, відомою під сценічним ім'ям Маргарет Шелбі. У 5-річному віці Джульєт супроводжувала сестру на прослуховування, де сподобалася режисерові, який запропонував її матері віддати і молодшу дочку в театральну сферу.
Щоб 10-річна Джульєт могла повноцінно працювати за гонорар в театрі і зніматися в кіно, її мати підмінила її свідоцтво про народження на свідоцтво померлої старшої дочки її сестри, і таким чином Джульєт Райлі стала Мері Майлз Мінтер. У 1912 році Мінтер дебютувала як в театрі, так і в кіно, виконавши першу роль у німий короткометражці «Медсестра». З того моменту її кар'єра стала неухильно зростати, а її зовнішність кучерявої блондинки з блакитними очима сприяла зростанню її шанувальників.

## Скандал
У 1919 році Мінтер стала співпрацювати з режисером Вільямом Дезмондом Тейлором, у ряді кінокартин якого знялася. За визнанням Мінтер, між ними склалися стосунки, але 30-річна різниця у віці спонукала її врешті їх припинити. У 1922 році Мінтер виявилася втягнута в скандал у зв'язку з вбивством Тейлора в його власному будинку в Лос-Анджелесі.
Преса широко обговорювала взаємини 20-річної акторки з 49-літньому режисером, спекулюючи і прикрашаючи різні факти, а до числа підозрюваних потрапила її мати Шарлота Шелбі. Розслідування, що тривало понад 10 років, так і не привело до розкриття злочину, зате скандал в значній мірі позначився на кар'єрі Мінтер.

## Подальше життя
Після того, як у 1923 році студія «Paramount», на якій вона працювала всі попередні роки, вирішила не продовжувати з нею контракт, Мері Майлз Мінтер завершила акторську кар'єру, попри те, що багато інших студій хотіли бачити її у себе. Своє рішення вона обґрунтувала тим, що робота акторки ніколи не приносила їй задоволення.
Наприкінці 1922 року, через кілька місяців після смерті Тейлора, Мінтер мала роман з кінокритиком Луї Шервином, одруженим з акторкою Мод Філі. У 1925 році вона подала судовий позов проти матері, звинувативши її в привласненні грошей, які Мінтер заробляла ще неповнолітньою. У результаті конфлікт вдалося вирішити в позасудовому порядку, коли через два роки мати і дочка прийшли до мирової угоди. Останні роки життя Шарлотта Шелбі провела в будинку дочки в Санта-Моніці, де і померла в 1957 році. У тому ж році Мінтер одружилася з заможним забудовником Брендоном О. Гілдербрандом, з яким прожила до його смерті в 1965 році.
Останні роки життя Мері Мінтер провела безбідно в Каліфорнії, хоча її мирне життя було кілька разів затьмарене серією крадіжок зі зломом її будинку. Одна з них сталася в 1981 році, коли під час злому літню Мінтер жорстоко побили. Пізніше поліція затримала чотирьох підозрюваних, яких звинуватили в замаху на вбивство і крадіжку зі зломом.
Мері Майлз Мінтер померла від інсульту влітку 1984 року в Санта-Моніці у віці 82 років. Вона була кремована, а прах розвіяний над морем. 
Її внесок у американський кінематограф відзначений зіркою на Голлівудській алеї слави.

## Вибрана фільмографія
- 1915 — Барбара Фрітчі / Barbara Frietchie)
- 1920 — Солодка лаванда